# Abarth 600e
Abarth 600e – elektryczny samochód osobowy typu crossover klasy subkompaktowej produkowany pod włoską marką Abarth od 2024 roku.

## Historia i opis modelu

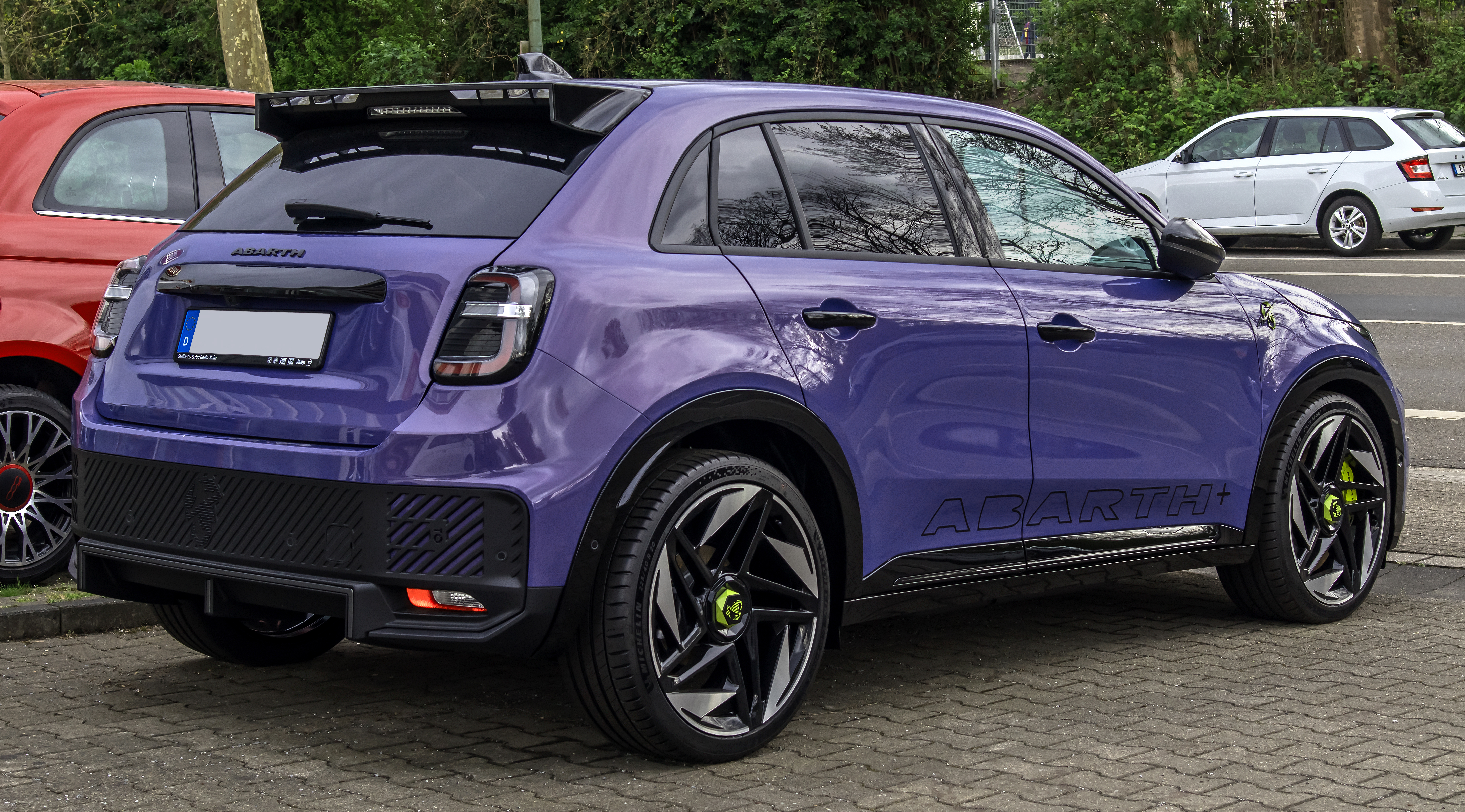
Abarth 600e - tył

W lutym 2024 roku Abarth przedstawił drugi model po pełnej elektryfikacji swojej europejskiej gamy, poszerzając ją o pierwszy od 10 lat subkompaktowy model będący sportową wariacją na temat modelu Fiat 600e. Pod kątem wizualnym Abarth 600e przeszedł obszerne modyfikacje skoncentrowane nie tylko na większych, 20-calowych alufelgach z niskoprofilowym ogumieniem firmy Hankook, ale i poszerzonych zderzakach z prostokątnymi nakładkami, rozbudowanym spojlerze tylnym i oznaczeniami producenta w formie napisów "ABARTH" z przodu oraz tyłu.
Wewnątrz Abartha 600e zastosowano sportowe, kubełkowe fotele wykonczone mieszanką skóry i zamszu, a także sportową kierownicę wykończoną tym samym rodzajem materiałów. W przeciwieństwie do Fiata 600e, górna część deski rozdzielczej została pokryta nie lakierowanym, lecz matowym panelem spójnym kolorystycznie z pozostałymi elementami wnętrza. System multimedialny zyskał charakterystyczny motyw typowy dla produktów Abartha.

### Sprzedaż
Abarth 600e powstał z myślą o europejskim rynku zbytu, w pierwszej kolejności trafiając do sprzedaży w specjalnej, limitowanej serii Scorpionissima, którą ograniczono do 1949 sztuk. Wzorem bliźniaczego Fiata 600, do produkcji modelu wyznaczono wyłącznie polskie zakłady FCA Poland w Tychach.

### Dane techniczne
Abarth 600e powstał wyłącznie z myślą o w pełni elektrycznym układzie napędowym, będąc najmocniejszym modelem w historii firmy. Silnik rozwinął moc 240 KM, z kolei zyskała pojemność 54 kWh i architekturę 400V. Samochód wyposażono m.in. mechaniczny mechanizm różnicowy o ograniczonym poślizgu, a także generator dźwięku układu napędowego.